# Радім Врбата
Радім Врбата (чеськ. Radim Vrbata, нар. 13 червня 1981, Млада Болеслав) — чеський хокеїст, що грав на позиції крайнього нападника. Грав за збірну команду Чехії.
Провів понад тисячу матчів у Національній хокейній лізі.

## Ігрова кар'єра
Хокейну кар'єру розпочав 1997 року виступами за молодіжну команду хокейного клубу «Млада Болеслав».
З 1998 по 2001 захищав кольори юніорських команд «Галл Олімпікс» та «Шавініган Катарактес» (обидва ГЮХЛК).
1999 року був обраний на драфті НХЛ під 212-м загальним номером командою «Колорадо Аваланч». У лютому 2002 дебютував у складі «лавин». У березні 2003 Радім підпав під обмін з клубом «Кароліна Гаррікейнс». У сезоні 2005–06 чех опиняється у клубі «Чикаго Блекгокс». 11 серпня 2007 «чорні яструби» продали Врбату до клубу «Фінікс Койотс».
1 липня 2008, як вільний агент чех уклав трирічний контракт з командою «Тампа-Бей Лайтнінг». 8 грудня 2008 року його за сімейними обставинами дали дозвіл повернутись на батьківщину до Чехії. 2 січня 2009 він приєднався до клубу «Млада Болеслав». 29 січня 2009 на правах оренди він перейшов до клубу «Білі Тигржи».
Після сезону в Чехії Врбата повернувся до НХЛ але «Тампа-Бей Лайтнінг» втратила цікавість до гравця та обміняла його на гравців «Фінікс Койотс». У складі «койотів» чех відіграв чотири сезони.
2 липня 2014 Врбата уклав дворічний контракт з клубом «Ванкувер Канакс». У складі «Канакс» він виступав в одній ланці з братами Седінами покращуючи свої показники сезону 2011–12 років. Також цього сезону він вперше зіграв у матчі всіх зірок НХЛ.
Наступний сезон став не таким вдалим і зрештою 16 серпня 2016 він погодився втретє стати гравцем «Аризона Койотс». За підсумками сезону він провів 81 гру та набрав 55 очок.
1 липня 2017, як вільний агент перейшов до клубу «Флорида Пантерс».
7 квітня 2018 Врбата оголосив про завершення кар'єри гравця.
Загалом провів 1099 матчів у НХЛ, включаючи 42 гри плей-оф Кубка Стенлі.
Був гравцем молодіжної збірної Чехії, у складі якої брав участь у 7 іграх. Виступав за національну збірну Чехії, на головних турнірах світового хокею провів 27 ігор в її складі.

## Нагороди та досягнення
- Чемпіон світу — 2005.
- Учасник матчу всіх зірок НХЛ — 2015.

## Спортивний директор
З 9 січня 2019 року спортивний директор клубу «Млада Болеслав».

## Статистика

### Клубні виступи
| Сезон        | Клуб                   | Ліга         | Регулярний сезон | Регулярний сезон | Регулярний сезон | Регулярний сезон | Регулярний сезон | Плей-оф | Плей-оф | Плей-оф | Плей-оф | Плей-оф |
| Сезон        | Клуб                   | Ліга         | І                | Г                | П                | О                | ШХ               | І       | Г       | П       | О       | ШХ      |
| ------------ | ---------------------- | ------------ | ---------------- | ---------------- | ---------------- | ---------------- | ---------------- | ------- | ------- | ------- | ------- | ------- |
| 1997–98      | «АШ Млада Болеслав»    | ЧЕ.2 Юн      | 35               | 42               | 31               | 73               | 4                | —       | —       | —       | —       | –       |
| 1998–99      | «Галл Олімпікс»        | ГЮХЛК        | 54               | 22               | 38               | 60               | 16               | 23      | 6       | 13      | 19      | 6       |
| 1999–2000    | «Галл Олімпікс»        | ГЮХЛК        | 59               | 29               | 45               | 74               | 26               | 15      | 3       | 9       | 12      | 8       |
| 2000–01      | «Шавініган Катарактес» | ГЮХЛК        | 55               | 56               | 64               | 120              | 67               | 10      | 4       | 7       | 11      | 4       |
| 2000–01      | «Герші Берс»           | АХЛ          | —                | —                | —                | —                | –                | 1       | 0       | 1       | 1       | 2       |
| 2001–02      | «Колорадо Аваланч»     | НХЛ          | 52               | 18               | 12               | 30               | 14               | 9       | 0       | 0       | 0       | 0       |
| 2001–02      | «Герші Берс»           | АХЛ          | 20               | 8                | 14               | 22               | 8                | —       | —       | —       | —       | –       |
| 2002–03      | «Колорадо Аваланч»     | НХЛ          | 66               | 11               | 19               | 30               | 16               | —       | —       | —       | —       | –       |
| 2002–03      | «Кароліна Гаррікейнс»  | НХЛ          | 10               | 5                | 0                | 5                | 2                | —       | —       | —       | —       | –       |
| 2003–04      | «Кароліна Гаррікейнс»  | НХЛ          | 80               | 12               | 13               | 25               | 24               | —       | —       | —       | —       | –       |
| 2004–05      | «Білі Тигржи»          | ЧЕ           | 45               | 18               | 21               | 39               | 91               | 12      | 3       | 2       | 5       | 0       |
| 2005–06      | «Кароліна Гаррікейнс»  | НХЛ          | 16               | 2                | 3                | 5                | 6                | —       | —       | —       | —       | –       |
| 2005–06      | «Чикаго Блекгокс»      | НХЛ          | 45               | 13               | 21               | 34               | 16               | —       | —       | —       | —       | –       |
| 2006–07      | «Чикаго Блекгокс»      | НХЛ          | 77               | 14               | 27               | 41               | 26               | —       | —       | —       | —       | –       |
| 2007–08      | «Фінікс Койотс»        | НХЛ          | 76               | 27               | 29               | 56               | 14               | —       | —       | —       | —       | –       |
| 2008–09      | «Тампа-Бей Лайтнінг»   | НХЛ          | 18               | 3                | 3                | 6                | 8                | —       | —       | —       | —       | –       |
| 2008–09      | «Млада Болеслав»       | ЧЕ           | 11               | 5                | 3                | 8                | 18               | —       | —       | —       | —       | –       |
| 2008–09      | «Білі Тигржи»          | ЧЕ           | 7                | 7                | 2                | 9                | 2                | 3       | 0       | 1       | 1       | 2       |
| 2009–10      | «Фінікс Койотс»        | НХЛ          | 82               | 24               | 19               | 43               | 24               | 7       | 2       | 2       | 4       | 4       |
| 2010–11      | «Фінікс Койотс»        | НХЛ          | 79               | 19               | 29               | 48               | 20               | 4       | 2       | 3       | 5       | 0       |
| 2011–12      | «Фінікс Койотс»        | НХЛ          | 77               | 35               | 27               | 62               | 24               | 16      | 2       | 3       | 5       | 8       |
| 2012–13      | «Млада Болеслав»       | ЧЕХ.2        | 2                | 1                | 1                | 2                | 0                | —       | —       | —       | —       | –       |
| 2012–13      | «Фінікс Койотс»        | НХЛ          | 34               | 12               | 16               | 28               | 14               | —       | —       | —       | —       | –       |
| 2013–14      | «Фінікс Койотс»        | НХЛ          | 80               | 20               | 31               | 51               | 22               | —       | —       | —       | —       | –       |
| 2014–15      | «Ванкувер Канакс»      | НХЛ          | 79               | 31               | 32               | 63               | 20               | 6       | 2       | 2       | 4       | 0       |
| 2015–16      | «Ванкувер Канакс»      | НХЛ          | 63               | 13               | 14               | 27               | 12               | —       | —       | —       | —       | –       |
| 2016–17      | «Аризона Койотс»       | НХЛ          | 81               | 20               | 35               | 55               | 16               | —       | —       | —       | —       | –       |
| 2017–18      | «Флорида Пантерс»      | НХЛ          | 42               | 5                | 9                | 14               | 16               | —       | —       | —       | —       | –       |
| Усього в НХЛ | Усього в НХЛ           | Усього в НХЛ | 1057             | 284              | 339              | 623              | 294              | 42      | 8       | 10      | 18      | 12      |

### Збірна
| Рік                | Команда            | Турнір             | Місце              | І  | Г  | П | О  | ШХ |
| ------------------ | ------------------ | ------------------ | ------------------ | -- | -- | - | -- | -- |
| 2001               | Чехія              | МЧС                | 1                  | 7  | 1  | 2 | 3  | 4  |
| 2003               | Чехія              | ЧС                 | 4-е                | 9  | 3  | 3 | 6  | 2  |
| 2005               | Чехія              | ЧС                 | 1                  | 3  | 0  | 1 | 1  | 0  |
| 2008               | Чехія              | ЧС                 | 5-е                | 7  | 5  | 2 | 7  | 4  |
| 2013               | Чехія              | ЧС                 | 7-е                | 8  | 2  | 1 | 3  | 4  |
| Молодіжна збірна   | Молодіжна збірна   | Молодіжна збірна   | Молодіжна збірна   | 7  | 1  | 2 | 3  | 4  |
| Національна збірна | Національна збірна | Національна збірна | Національна збірна | 27 | 10 | 7 | 17 | 10 |